# 이경유 (1560년)
이경유(李慶裕, 1560년 8월 26일 - 1620년 11월 17일)는 조선시대 중기의 왕족 출신 무신, 군인으로 본관은 전주이며 자(字)는 자수(子綬) 또는 중유(仲裕)이다. 임진왜란 당시 일본군과 맞서싸운 훈공으로 선무원종공신 3등에 녹선되었다. 무과에 급제하여 영암과 단천, 선천군수, 평안도병마우후 등을 지냈다.
1583년(선조 21년) 무과에 급제하여 선전관을 지내고 선전관, 좌랑, 무장현감, 1593년(선조 26) 영암군수 등을 역임했다. 임진왜란 때는 조선군 지휘관의 한사람으로 참전하여 일본군을 격퇴했으나, 임금에게 바치는 공물 진상의 실수와 인명피해 등이 발생하자 한때 탄핵을 당하기도 했다. 이후 봉산군수, 1601년(선조 34) 충청도 수군절도사를 거쳐 1603년(선조 36) 한성부 판윤, 충청도수군절도사를 역임하였다. 사후 증 가선대부 병조참판에 추증되었다가 후일 서자 이기축(李起築)이 1623년(광해군 15) 3월 반정에 참여한 공로로 다시 증 순충보조공신(純忠補祚功臣)에 추증되고 증 자헌대부 병조판서 완원군(完原君)에 추증되었다.
효령대군 보의 7대손으로 통정대부 오위장 이간(李幹)의 아들이며 군수 이광윤의 손자이다. 임진왜란 때의 장군 이경록의 이복 동생이고 완풍부원군 이서의 숙부이다. 문무자 이옥 (文無子 李鈺)의 5대조이고, 현종, 숙종 때의 남인 문신 이서우의 외조부이다.

## 생애

### 출생과 가계
이경유는 1560년(명종 15년) 8월 26일 조선 태종의 차남 효령대군 이보의 6대손으로 온양군수와 의흥위부호군 오위장을 지내고 사후 증 자헌대부 병조판서에 추증된 이간(李幹)의 아들로 태어났으며 어머니는 그의 후처로 의정부영의정을 지낸 장순손의 손자 사헌부감찰 장경량(張景良)의 딸 인동장씨이다. 일설에는 1562년생 설이 있다. 이경록의 이복 동생이다.
효령대군 이보의 아들 의성군 이채(義城君李寀)의 5대손으로, 고조부는 운림군 이핍(雲林君李愊)이고 증조부는 파성정 철동(把城正 이哲仝)이다. 왕족으로서의 예는 파성정에서 친진하였다. 5대조와 고조부는 모두 정실이었지만 증조부 파성정은 서자였다. 파성정이 서자인 것은 윤근수가 그의 아버지 이간의 묘비문을 지을 때 종실에서는 적서(嫡庶)를 따지지 않지만 파성군 위로는 모두 적파(嫡派)라고 언급하면서 알려지게 되었다. 파성정은 노인직으로 정의대부 파성군(定義大夫把城君)에 올랐다.
할아버지 이광윤은 풍덕군수(豊德郡守)를 지내고 사후 증 가선대부 병조참판 겸 동지의금부사에 추증되었다가 다시 증 형조판서로 추증되었다. 아버지 이간은 음서로 출사하여 임진왜란 때 온양군수와 의흥위부호군, 오위장을 지냈다. 이간은 두 번 결혼했는데 본부인은 경주김씨이고 두 번째 부인은 인동장씨로 의정부영의정 장순손의 증손 사헌부감찰 장경량(張景良)의 딸인데 그의 생모였다.
아버지 이간은 음서로 관직에 올라 온양군수와 오위장(五衛將)을 지냈으며 사후 증직으로 증 병조판서와 증 의정부좌찬성에 추증되었다. 이복 형은 이경록인데 역시 무과에 급제하여 임진왜란 때 무관으로 활약하다 제주도 임지에서 과로사하였다. 그밖에 이복 형 이경복(李慶福)은 봉사를 지냈으나 일찍 죽고, 서자 1명 이명(李日+名)을 남겼다. 친동생 이경기(李慶祺)는 19세의 이른 나이에 죽었다. 인조 반정의 주요 공신의 한 사람인 완풍부원군 이서는 그의 조카였다. 친여동생은 박승황에게 시집갔는데 광해군 때의 권신 박승종(朴承宗)의 친동생이었다. 그러나 그는 박승종 등을 가까이 하지 않았다. 

### 청년기
그는 어려서 독서를 즐겼고, 일찍이 학문을 닦아 시서(詩書)가 능하였으며 겸하여 무예를 갖추었다. 외손자 이서우에 의하면 그는 일찍부터 독서와 기사(騎射, 말타기와 활쏘기)를 익혔다 한다.
정석희(鄭錫禧)의 딸 연일정씨(延日鄭氏)와 혼인했으나 자녀가 없었고, 후처로 병절교위를 지낸 박문좌의 딸 죽산박씨(竹山朴氏)와 재혼하여 1남 1녀를 두었지만, 아들 이정은 일찍 요절하고 딸만 1명 살아남아 이경항에게 시집갔다. 후일 그의 아들 이정이 서자 이기축의 처음 이름으로 알려졌으나, 1970년 이후 한국학연구원, 국사편찬위 등에서 고려, 조선시대의 문집을 확인, 검토하는 과정에서 다른 인물로 확인됐다. 
첩은 고언명의 첩의 딸 장흥고씨였다. 그의 첩 고씨는 족보와 선원록에는 수록되지 않았는데 후일 최석정의 완계군이공시장, 인조 반정 공신인 그의 서자 이기축에게 시호를 내릴 것을 청하는 장계에 母姓高, 沃溝縣監彥命之女 沃溝卽霽峯敬命之弟也라고 기록된 것이 확인되어 알려졌다. 첩에게서는 이기축, 훈련원습독관(訓鍊院習讀官) 이상(李日+尙), 만호(萬戶) 송철(宋鐵)에게 시집간 서녀 1명을 보았다.

### 관료 생활
일찍이 학문을 닦아 시서(詩書)가 능하였으며 겸하여 기사(騎射)에 능하여 무예를 갖추었다. 1583년(선조 21년) 무과에 등제하여 선전관(宣傳官)을 지내고 여러번 승진하여 훈련원주부(主簿)와 병조좌랑을 거쳐 무장현감(茂長縣監)을 지냈다. 이후 영암군수, 단천군수, 고원군수(高原郡守)와 선천(宣川)의 군수를 지내고, 고령진[[병마]첨절제사(高領鎭兵馬僉節制使), 평안도병마우후(平安道兵馬虞候) 등을 역임했다.
1592년(선조 25년) 4월 임진왜란이 발발하자 참전하였고, 도성으로 올라오는 일본군을 상대하여 승전을 거두었다. 그 공로로 1593년(선조 26) 영암군수로 부임하였다. 그 해, 지방의 산물과 군량을 모아 뱃길을 이용하여 선조가 파천한 의주 행재소 또는 관군 진영으로 보냈다. 1595년(선조 28) 겨울 풍랑으로 운송선이 침몰하여 인명과 물자의 손실이 많았아 탄핵을 받았다. 1597년(선조 30)에는 독단으로 관곡(官穀)을 출고하여 제주도에 판매, 군량 비용에 쓰려다가 바다에서 배가 전복되어 물자손실과 인명 피해로 1597년 7월 사헌부의 탄핵을 받고 파직에 이르렀다.
그 뒤 언관들의 탄핵을 받았지만 선조는 그를 아깝게 여겨 봉산군수로 전직케 하였다. 재직 3년 만에 치적을 쌓아 조정으로부터 표창이 내려졌으나 1598년(선조 31) 3월 3일 아버지 이간의 상을 당해 사직하였다. 형 이경록이 장례 분상하러 오다가 왕명으로 기복, 다시 제주목사 겸 제주진병마수군절제사에 임명되어 임지로 떠났으므로 그가 상을 주관하였다. 그는 봉산 군수 재직 시 선정을 쌓아 황해도 봉산에 혜정비(惠政碑)가 세워졌고, 청백리 칭호를 받았다. 전란이 끝난 후 1601년(선조 34) 충청도 수군절도사(忠淸道水軍節度使)로 부임했다가 훈련도감중군(訓鍊都監中軍)으로 내직에 되돌아왔다가 의장(議將)을 거쳐 다시 함경남도병마절도사로 나갔다.
그해 10월 22일 단천군수(端川郡守)에 제수되었다.

### 생애 후반
1601년(선조 34년) 10월 단천군수로 나갔다가 1602년 10월 매 대신 명주를 진상품으로 바꾸었으나, 진상물인 명주를 사사로이 쓴다 하여 사간원의 탄핵을 받고 파직되었다. 그 뒤 승진, 1603년(선조 36) 한성부 판윤로 전임되었다. 이듬해 첨정이 되고 그해 임진왜란, 호성 공로자들을 시상할 때 선무원종공신 3등에 책록되었다. 1605년 1월 14일 선천군수로 부임했다. 1606년(선조 39) 1월 사헌부로부터 가행(家行)이 패려스럽고, 부임한 이후 뇌물을 써서 주민의 원망을 받는다는 이유로 사헌부의 탄핵을 받았지만 선조가 무마시켰다.
1606년(선조 39) 구례현감으로 나갔다가 1608년 체임되었다. 1612년(광해군 4년) 평안도 병마우후(平安道兵馬虞候)가 되었다가, 1613년(광해군 5) 공홍도수군절도사(公洪道水軍節度使)가 된 박의장(朴毅長)이 얼마 뒤 사퇴하면서, 그가 공홍도 수군절도사로 부임하였다. 1614년 훈련도감중군(訓鍊都監中軍)이 되었다. 이후 묘당의 추천으로 함경도병마절도사(咸鏡南道兵馬節度使)로 나갔으나 임기를 채우지 못하고 사퇴했다. 1620년(광해군 13) 11월 17일 경기도 양주군 내동면 송산의 정침에서 사망하였다.

### 사후
시신은 경기도 양주군 내동면 고산리(현, 경기도 의정부시 고산동 산 52-1) 송산 선영하 해좌(亥坐)에 안장되었다. 묘표는 후에 외손자 이서우가 썼다. 그의 묘소 근처에는 아버지 이간, 이복 형 이경록, 조카 이서의 묘소가 차례대로 있고, 이간의 묘소 바로 옆에는 조부 이광윤의 묘가 있다. 그의 묘소 왼쪽 서남쪽 방향에는 신숙주의 후손들 묘소와 그 옆에 신숙주 묘소가 있다. 남양주시로 가는 방향 길 건너편에는 의정부교도소가 소재해 있다.
한편 그의 첩인 장흥고씨는 후에 아들 기축의 공로로 정부인에 추증되었는데, 장흥고씨의 묘소는 의정부시 송산동의 내고산동 부락 정자촌(亭子村) 남향(南向)에 매장되었다.
아들 이정(李日+丁)이 자녀 없이 일찍 요절하여, 후일 인조 반정에 참여한 서자 이기축을 승적시켜 후사를 이었다. 이기축의 4대손이 시인 문무자 이옥이다.
뒤에 서자 이기축의 반정 정사 공훈으로 참여하면서 그는 증 순충보조공신(純忠補祚功臣) 가선대부 병조참판 겸 동지의금부사에 추증되고 완원군(完原君)에 추봉되었다. 뒤이어 다시 증직이 더해져 증 자헌대부 병조판서 겸 지의금부사에 추증되었다.

## 가족 관계
그의 첩은 장흥고씨로 고경명의 동생 고언명의 첩의 딸이다. 첩 장흥고씨의 존재는 1970년대 이후 고려, 조선시대의 문집을 한국학연구원에서 복원, 번역하는 과정에서 알려졌다. 명곡 최석정의 문집인 명곡집 권32권의 시장(諡狀) 중 완계군이공시장(完溪君李公諡狀)에 '(이기축이) 갑신년 내간을 만나 애통해하다가 병을 얻었다(甲申遭內艱 哀毀成疾)'는 대목이 있어 첩 장흥고씨의 사망년대는 1644년으로 확인되었다. 그러나 고씨의 기일은 기록되지 않았다.
- 5대조 : 의성군 이심(誼城君 李宷, 1411년 - 1493년 8월 13일), 효령대군의 아들
- 고조부 : 운림군 이핍(雲林君李愊)
- 증조부 : 파성군 이철동(把城君 李哲仝)
- 할아버지 : 이광윤(李光胤, 1490년 ~ 1535년)
- 아버지 : 이간(李幹, 1527년(?) ∼ 1598년)
- 어머니 : 경주김씨(慶州金氏, ? ~ ?년 11월 21일), 김홍(金泓)의 딸
  - 이복 형 : 이경록(李慶祿, 1543년 - 1599년)
    - 이복 조카 : 이서(李曙)
    - 이복 조카 : 이씨
    - 조카사위 : 유준(柳浚, 1584년 - 1661년)

  - 이복 형 : 이경복(李慶福)
- 어머니 (생모) : 인동장씨(仁同張氏, ? ~ ?년 8월 25일), 영의정 장순손의 증손 사헌부감찰 장경량(張景良)의 딸
  - 친 동생 : 이경기(李慶祺, 1564년 - 1583년 8월 29일)
  - 제수 : 남양홍씨(南陽洪氏, 1564년 ~ 1646년 9월 21일) 감찰 홍윤선(洪潤先)의 딸
  - 여동생 : 전주이씨(全州李氏)
  - 매제 : 박승황(朴承黃)
- 부인 : 연일정씨(延日鄭氏, ? ~ ?년 10월 14일) 정희석(延錫禧)의 딸, 자녀 없음
- 부인 : 죽산박씨(竹山朴氏, ? ~ ?년 10월 6일) 병절교위(秉節校尉) 박문좌(朴文佐)의 딸
  - 아들 : 이정(李日+丁, 후사 없음, 요절)
  - 딸 : 전주 이씨
  - 사위 : 이경항(李慶恒, 1601년 - 1643년)
    - 외손자 : 이덕우(李德雨, ? - 1687년)
    - 외손자 : 이가우(李嘉雨, 1621년 - 1646년)
    - 외손자며느리 : 선산김씨, 동명 김세렴의 딸, 성암 김효원의 증손
    - 외손자 : 이희우(李喜雨, ? - 1705년)
    - 외손자 : 이서우(李瑞雨, 1633년 - 1709년)
    - 외손녀 : 우계 이씨
    - 외손녀사위 : 윤득열, 파평인, 관찰사
    - 외손녀 : 우계 이씨
    - 외손녀사위 : 이서규(李瑞圭), 성종왕자 익양군 후손[7], 진사
- 첩 : 장흥고씨(長興高氏, ? - 1644년[6]), 옥구현감 고언명(高彦命)의 서녀, 고경명의 조카, 고맹영의 서손녀
  - 서자 : 이기축(李起築, 1589년 10월 7일 ~ 1645년 6월 6일), 문무자 이옥(文無子 李鈺)의 고조부
  - 서자부 : 우씨(禹氏)
    - 서손자 : 이만실(李萬實), 무과, 완림군(完林君)
    - 서손자 : 이만식(李萬植)
    - 서손자 : 이만수(李萬樹), 무과 절충
    - 서손자 : 이만림(李萬林), 무과 가선대부
    - 서손녀 : 전주이씨
    - 서손녀사위 : 장상주(張相周), 참봉 역임

  - 서자부 : 이름 미상, 아들 이기축의 첩
    - 서손자 : 이만영(李萬英), 아들 이기축의 서자
    - 서손자 : 이만정(李萬挺), 아들 이기축의 서자

  - 서자부 : 동정월 정씨(洞庭月 鄭氏), 아들 이기축의 첩
  - 서자 : 이상(李㫾, 1604년 - ?)
  - 서며느리 : 이름 미상
    - 서손자 : 이만형(李萬馨)
    - 서손녀사위 : 송욱(宋昱), 여산인, 첨정
    - 서손녀사위 : 성후평(成後平), 창녕인 무과

  - 서녀 : 전주이씨(全州李氏)
  - 서녀 사위 : 송철(宋鐵), 여산인, 판관
    - 서 외손자 : 송윤후(宋胤後)
- 장인 : 정희석(延錫禧)
- 장인 : 박문좌(朴文佐)
- 외할아버지 : 장경량(張景良)
- 외할머니 : 전주이씨, 낙안군 밀의 증손, 아버지 쪽으로는 10촌 할머니뻘[8]

## 기타
본부인 연일정씨는 자녀가 없고, 계비 죽산 박씨는 아들 이정을 얻었으나 요절했다. 정실 부인에게서 아들이 태어나지 않자 결국 서자 이기축을 성서탈적시켜서 적자로 등록시켰다.
일찍 죽은 이복 형 이경복은 아들 이소(李昭)을 남기고 죽었는데 이소의 손자 이세빈(李世彬)은 이경태의 딸과 혼인한다. 이경태는 그의 사위 이경항의 8촌 동생이 된다.

## 같이 보기
- 이경록
- 임진왜란
- 이간
- 이서
- 이기축
- 김극핍
- 이옥